# Wszystkie prawa odwrócone

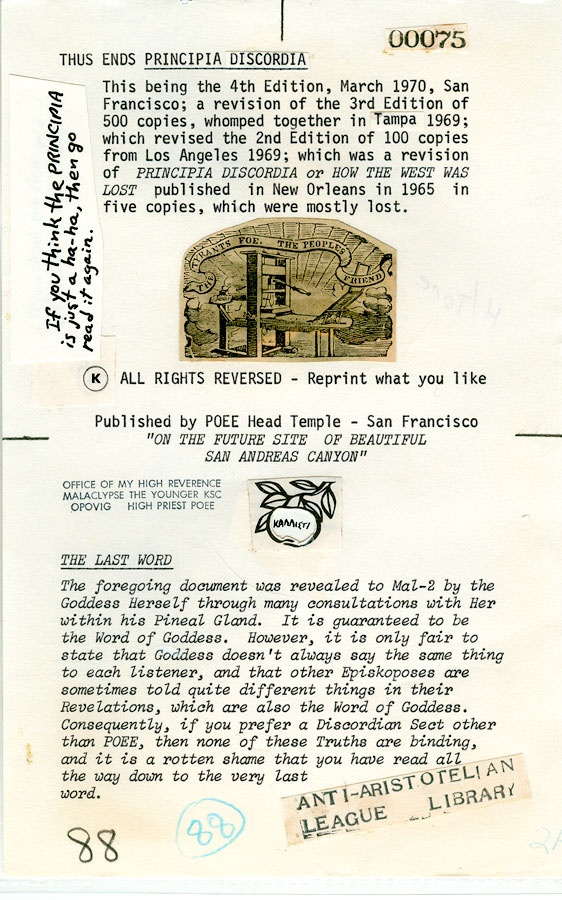
Ostatnia strona czwartej edycji Principia Discordia. „Ⓚ All Rights Reversed – reprint what you like”

„Wszystkie prawa odwrócone” (ang. „All rights reversed”, czasami też „All rites reversed”) – wyrażenie stosowane do określenia utworów, których wolność do użytku, rozpowszechniania i modyfikacji są prawnie chronione. Stanowi ono grę słowną wyrażenia „All rights reserved” (Wszystkie prawa zastrzeżone) używanego dla podkreślenia zastrzeżenia praw autorskich dzieł twórców z krajów, które podpisały Konwencję z Buenos Aires (1910).

## Historia

### Dyskordianizm
„Wszystkie prawa odwrócone” zostało zawarte przez Malaklipsę Młodszego (Gregory Hill) w czwartej edycji (1970) świętej księgi dyskordianizmu – Principia Discordia (łac. „Zasady nieładu”) – „Ⓚ All Rights Reversed – reprint what you like” („Wszystkie prawa odwrócone – drukuj do woli”). Znak „Ⓚ” (oznaczające złote jabłko z napisem „Kallisti”, jeden z symboli dyskordianizmu) jest nawiązaniem do „©”, znaku Copyright.

### Powstanie terminuCopyleft

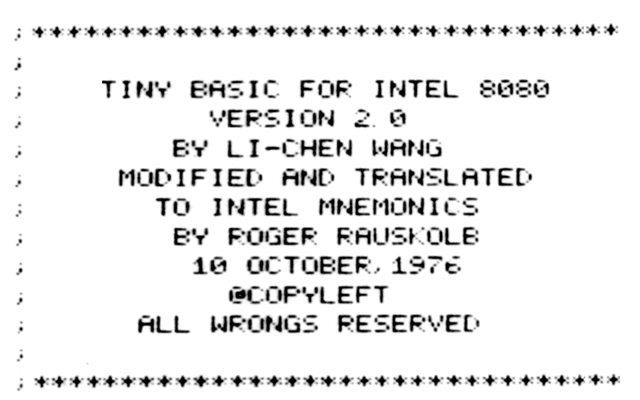
Sformułowanie „Copyleft; All wrongs reserved” w 1976

Sprzeciw zorganizowanej i zhierarchizowanej religii obecny w dyskordianizmie stanowił inspirację dla ówczesnej społeczności hakerskiej. W 1975 roku Bob Albrecht opublikował napisaną przez Dennisa Allisona specyfikację języka BASIC w periodyku People’s Computer Company (PCC). Stworzona przez Allisona została nazwana Tiny BASIC. Hobbiści byli proszeni o wysyłanie swoich implementacji interpreterów opisanego języka. Nadesłane kody miały być zawarte w nowej publikacji nazwanej dr. dobb’s journal of Tiny BASIC Calisthenics & Orthodontia („Dobb’s” to złożenie imion Dennis i Bob). Choć początkowo miały zostać wydane tylko trzy numery kwartalnika, po wielu listach nadesłanych przez czytelników do PCC postanowiono zamienić projekt w ciągły periodyk. Pierwszym redaktorem został Jim Warren, który zmienił nazwę na Dr. Dobb’s Journal of Computer Calisthenics & Orthodontia. Dr Dobb’s stanowi przykład inicjatywy wolnego oprogramowania przed powstaniem Ruchu Wolnego Oprogramowania. Pierwszy egzemplarz gazety wyszedł w styczniu 1976 roku.
W majowym numerze Dr. Dobb’sa z tego samego roku dr Li-Chen Wang, twórca interpretera Palo Alty Tiny BASIC dla mikrokomputerów opartych na mikroprocesorze Intel 8080, zamieścił w jego kodzie wpis: TINY BASIC FOR INTEL 8080; VERSION 1.0; BY LI-CHEN WANG; 10 JUNE, 1976; @COPYLEFT; ALL WRONGS RESERVED
W połowie lat 80. amerykański programista Don Hopkins wysłał swojemu przyjacielowi Richardowi Stallmanowi list podpisany: „Copyleft – all rights reversed”. Odtąd termin Copyleft był używany przez Stallmana jako nazwa rozwijanej przez niego koncepcji dystrybucyjnej oprogramowania. Stallman pisał o znaczeniu „Copyleftu” w tworzeniu licencji wolnego i otwartego oprogramowania GNU GPL:
Celem GNU jest dać użytkownikom wolność, a nie tylko być popularnym. Dlatego potrzebowaliśmy takich warunków dystrybucji, które zapobiegłyby przekształceniu oprogramowania GNU w prawnie zastrzeżone. Metoda, której użyliśmy, nazywa się „copyleft”.
Copyleft korzysta z prawa autorskiego, ale wywraca je do góry nogami, żeby służyło innemu niż zazwyczaj celowi: prawo, zamiast być narzędziem służącym do przekształcenia oprogramowania w prywatną własność, staje się narzędziem służącym do zachowania wolności programu.
Centralną koncepcją copyleftu jest to, że dajemy każdemu prawo do uruchamiania programu, kopiowania programu, modyfikowania programu, oraz rozprowadzana zmodyfikowanych wersji – ale nie prawo do dodawania własnych obostrzeń. W ten sposób te podstawowe wolności, które czynią oprogramowanie wolnym, są gwarantowane dla każdego, kto ma jego kopię; stają się prawami niezbywalnymi.

## Znaczenie prawne

Znak Copyleftu – odwrócone C w kółku

Sygnatariusze konwencji z Buenos Aires podpisali również konwencję berneńską, według której ochrona praw autorskich jest automatyczna, chyba że twórca stwierdzi inaczej. Z tego wynika, że zwrot „Wszelkie prawa zastrzeżone” nie ma obecnie znaczenia prawnego w większości krajów. Samo zaś sformułowanie „All rights reversed” nie wystarczy, żeby przyznać prawa do użytku, modyfikacji i rozpowszechniania. W licencji dzieła musi być bezpośrednio zawarty zapis o przyznaniu takich praw.
Również znak Copyleftu (odwrócone C w kółku) nie ma znaczenia prawnego:
To błąd prawny aby używać odwrócone C w kółku zamiast symbolu copyright. Copyleft bazuje na prawach autorskich, więc dzieło musi mieć notkę o prawach autorskich. Notka o prawach autorskich wymaga albo symbolu copyright (litera C w kółeczku) lub słowo „Copyright”.
Odwrócona litera C w kółeczku nie ma żadnego znaczenia prawnego, więc nie jest częścią notki o prawach autorskich. Może być używana na okładkach, plakatach itd., ale uważajcie jak ją stosujecie na stronach internetowych!